# Пин (електроника)
Пин је метални део (мушки) конектора који служи за повезивање са металним (женским) делом на другом конектору. Преко пина се врши пренос сигнала/струје са једног електричног склопа на други. 
Потиче од енглеске речи Pin - чиода, јер по своме облику подсећа на исту. 
Улога пина је да оствари добру везу са другим конектором, да је отпор контакта што мањи тј. да буде занемарљив.
Пин с прави од фосфорне бронзе а спољна заштите је од сребра или тврде позлате. дебљина заштите је десетак микрона.
Квалитет конектора зависи од квалитета пина и његове финалне обраде па се за сваки конектор даје податак и „гарантовани број контаката“, јер прилком сваког укључења/искључења долази до извесног оштећења пина. Грантовани број контаката се углавном креће од броја 50 (лошији квалитет) па до 1000. 
Попречни пресек пина је у функцији струје која кроз њега протиче тј. већа струја - већи пресек.